# Akunk (Gegharkunik)
Pour les articles homonymes, voir Akunk.
Akunk (en arménien Ակունք ; jusqu'en 1935 Ghrkhbulagh) est une communauté rurale du marz de Gegharkunik, en Arménie. Elle compte 4 719 habitants en 2008.